# Michel Araújo
Michel Daryl Araújo Villar (Colônia do Sacramento, 28 de setembro de 1996) é um futebolista uruguaio que atua como meia-esquerda e ponta-esquerda. Atualmente joga no Bahia.

## Carreira

### Antecedentes
Nascido em Colônia do Sacramento, no Uruguai, Michel Araújo começou a sua carreira nas categorias de base do Real de San Carlos e do Juventud de Colonia. Em seguida, aos 13 anos de idade, transferiu-se para o Racing de Montevidéu, onde ficou na base até 2016. Depois, o atleta foi emprestado ao Villa Teresa até 2017.
Na temporada de 2019, Michel Araújo obteve destaque pelo Racing no Campeonato Uruguaio, onde fez seis gols e deu quatro assistências em 32 jogos. Com suas boas atuações, chamou a atenção de clubes como Fluminense, Nacional e Peñarol.

### Fluminense
No dia 18 de janeiro de 2020, o Fluminense anunciou a contratação de Michel Araújo. O clube carioca pagou 800 mil de dólares (cerca de 3,3 milhões de reais) ao Racing por 50% dos direitos econômicos do jogador, que chegou em definitivo.
Fez sua estreia no dia 1 de fevereiro, entrando como substituto em uma derrota em casa por 1–0 para o Boavista, pelo Campeonato Carioca. Seu primeiro gol pelo clube aconteceu em 28 de setembro, marcando o primeiro gol de uma vitória em casa por 4–0 sobre o Coritiba, pelo Campeonato Brasileiro.

### Al-Wasl
No dia 15 de abril de 2021, fora dos planos do técnico Roger Machado, o Fluminense emprestou Michel Araújo ao Al-Wasl, dos Emirados Árabes, até o fim da temporada. Michel Araújo somou 13 gols em 33 jogos na temporada no clube e foi titular absoluto no time do treinador Odair Hellmann, que já treinou Michel Araújo no Fluminense na temporada anterior.

### Retorno ao Fluminense
Após o Al-Wasl não exercer a opção de compra do empréstimo de Michel Araújo, em junho de 2022, o jogador retornou ao Fluminense. Sua reestreia aconteceu no dia 20 de agosto, entrando como substituto em uma vitória em casa por 5–2 sobre o Coritiba, mesmo jogo onde deu duas assistências, pelo Campeonato Brasileiro. Seu primeiro gol após seu retorno aconteceu no dia 28 de setembro, em uma vitória em casa por 4–0 sobre o Juventude.

### São Paulo
No dia 30 de março de 2023, o São Paulo anunciou a contratação de Michel Araújo, por um contrato de empréstimo até o final do ano de 2024. Fez sua estreia no dia 6 de abril, entrando como titular em uma vitória fora de casa por 2–0 sobre o clube argentino Tigre, pela Copa Sul-Americana.
Seu primeiro gol pelo clube aconteceu no dia 18 de abril, em uma vitória em casa por 2–0 sobre o clube venezuelano Academia Puerto Cabello.
Em 14 de maio, Michel marcou mais um gol, desta vez contra o Corinthians, no clássico Majestoso, que terminou empatado em 1–1. Após o fim do primeiro tempo, o uruguaio apareceu na entrevista de intervalo reclamando da marcação de pênalti por Bruno Arleu de Araújo a favor do rival, pegando um pequeno gancho do STJD e sendo suspenso por uma partida. No dia 2 de junho, marcou o primeiro gol do Tricolor na derrota por 3–1 sobre o Sport, no agregado em 3–3, nas oitavas da Copa do Brasil. Esse gol levou o time às penalidades, onde o Tricolor se classificou para a próxima fase. Michel foi peça fundamental na conquista da Copa do Brasil, que viria a se tornar a primeira da história do São Paulo. Atuando como um 12º jogador, fez boas partidas vindo do banco.
Em 2024, o meia voltou a levantar um troféu pelo São Paulo em fevereiro de 2024, estando presente na conquista da Supercopa Rei (antiga Supercopa do Brasil).
Michel Araújo foi contratado em definitivo pelo São Paulo no dia 12 de junho, assinando contrato até o fim de 2027.
Encerrou a temporada sem  conseguir se firmar e perdeu espaço como titular, com Zubeldía ele fez apenas nove atuações na equipe inicial durante o Brasileirão, além de outros 11 jogos como reserva. Ao fim da temporada deixou o São Paulo, onde atuou em 88 jogos (42 como titular), com quatro gols e cinco assistências.

### Bahia
Em 9 de janeiro de 2025, assinou com o Bahia até o fim de 2028.

## Estatísticas
Atualizadas até 25 de setembro de 2023

### Clubes
| Equipe            | Temporada         | Campeonato nacional | Campeonato nacional | Campeonato nacional | Copa nacional[a] | Copa nacional[a] | Copa nacional[a] | Competições continentais[b] | Competições continentais[b] | Competições continentais[b] | Outros torneios[c] | Outros torneios[c] | Outros torneios[c] | Total | Total | Total   |
| Equipe            | Temporada         | Jogos               | Gols                | Assist.             | Jogos            | Gols             | Assist.          | Jogos                       | Gols                        | Assist.                     | Jogos              | Gols               | Assist.            | Jogos | Gols  | Assist. |
| ----------------- | ----------------- | ------------------- | ------------------- | ------------------- | ---------------- | ---------------- | ---------------- | --------------------------- | --------------------------- | --------------------------- | ------------------ | ------------------ | ------------------ | ----- | ----- | ------- |
| Racing            | 2016              | 0                   | 0                   | 0                   | —                | —                | —                | —                           | —                           | —                           | —                  | —                  | —                  | 0     | 0     | 0       |
| Racing            | 2017              | 10                  | 1                   | 0                   | —                | —                | —                | —                           | —                           | —                           | —                  | —                  | —                  | 10    | 1     | 0       |
| Racing            | 2018              | 23                  | 4                   | 0                   | —                | —                | —                | —                           | —                           | —                           | —                  | —                  | —                  | 23    | 4     | 0       |
| Racing            | 2019              | 32                  | 6                   | 4                   | —                | —                | —                | —                           | —                           | —                           | —                  | —                  | —                  | 32    | 6     | 4       |
| Racing            | Total             | 65                  | 11                  | 4                   | 0                | 0                | 0                | 0                           | 0                           | 0                           | 0                  | 0                  | 0                  | 65    | 11    | 4       |
| Villa Teresa      | 2016              | 11                  | 2                   | 0                   | —                | —                | —                | —                           | —                           | —                           | —                  | —                  | —                  | 11    | 2     | 0       |
| Villa Teresa      | 2017              | 14                  | 6                   | 0                   | —                | —                | —                | —                           | —                           | —                           | —                  | —                  | —                  | 14    | 6     | 0       |
| Villa Teresa      | Total             | 25                  | 8                   | 0                   | 0                | 0                | 0                | 0                           | 0                           | 0                           | 0                  | 0                  | 0                  | 25    | 8     | 0       |
| Fluminense        | 2020              | 29                  | 1                   | 0                   | 3                | 0                | 1                | 2                           | 0                           | 0                           | 6                  | 0                  | 0                  | 40    | 1     | 1       |
| Fluminense        | 2021              | —                   | —                   | —                   | —                | —                | —                | —                           | —                           | —                           | 3                  | 0                  | 0                  | 3     | 0     | 0       |
| Fluminense        | 2022              | 8                   | 2                   | 3                   | 2                | 0                | 0                | —                           | —                           | —                           | —                  | —                  | —                  | 10    | 2     | 3       |
| Fluminense        | 2023              | —                   | —                   | —                   | —                | —                | —                | —                           | —                           | —                           | 3                  | 0                  | 0                  | 3     | 0     | 0       |
| Fluminense        | Total             | 37                  | 3                   | 3                   | 5                | 0                | 1                | 2                           | 0                           | 0                           | 12                 | 0                  | 0                  | 56    | 3     | 4       |
| Al-Wasl           | 2021–22           | 22                  | 7                   | 0                   | 4                | 0                | 0                | —                           | —                           | —                           | 7                  | 6                  | 0                  | 33    | 13    | 0       |
| Al-Wasl           | Total             | 22                  | 7                   | 0                   | 4                | 0                | 0                | 0                           | 0                           | 0                           | 7                  | 6                  | 0                  | 33    | 13    | 0       |
| São Paulo         | 2023              | 19                  | 1                   | 1                   | 9                | 1                | 0                | 9                           | 1                           | 2                           | —                  | —                  | —                  | 37    | 3     | 3       |
| São Paulo         | Total             | 19                  | 1                   | 1                   | 9                | 1                | 0                | 9                           | 1                           | 2                           | 0                  | 0                  | 0                  | 37    | 3     | 3       |
| Total na carreira | Total na carreira | 168                 | 30                  | 8                   | 18               | 1                | 1                | 11                          | 1                           | 2                           | 19                 | 6                  | 0                  | 216   | 38    | 11      |

- a. ^ Jogos da Copa do Brasil e da Copa do Presidente
- b. ^ Jogos da Copa Sul-Americana
- c. ^ Jogos do Campeonato Carioca, da Etisalat Emirates Cup e do Campeonato Paulista

## Títulos
Fluminense
- Taça Rio: 2020

São Paulo
- Copa do Brasil: 2023
- Supercopa Rei: 2024

Bahia
- Campeonato Baiano: 2025[46]